# Hugh Carey
Pour les articles homonymes, voir Carey.
Hugh Leo Carey, né le 11 avril 1919 à Brooklyn et mort le 7 août 2011 à Shelter Island, est un homme politique américain membre du Parti démocrate. Il est notamment gouverneur de l'État de New York entre 1975 et 1982.

## Biographie
Formé à l'université Saint John, il est élu à la Chambre des représentants en 1960, et gouverneur de l'État de New York en 1974, puis réélu en 1978.
Lors de son mandat de gouverneur, il contribue à sauver l'État de la faillite financière,. Son nom est donné au Brooklyn Battery Tunnel.